# Cầu U Bein
U Bein là một cây cầu gỗ nối liền hai bờ của sông Taungthamna, nằm tại ngoại ô cố đô Mandalay của Myanmar, gần Amarapura. Cây cầu dài 1,2 km được xây dựng vào khoảng năm 1850 và được coi là cây cầu gỗ tếch lâu đời nhất và dài nhất trên thế giới. Việc xây dựng được khởi đầu trùng với thời điểm thủ đô của vương quốc Ava được chuyển đến Amarapura.
Cầu được thị trưởng U Bein xây dựng khoảng năm 1800 với tổng chiều dài là 1,2 km, bao gồm hơn 1.000 trụ cột bằng gỗ và hàng ngàn tấm ván gỗ lát mặt sàn. Gỗ được xây dựng cầu được tận dụng từ những cây gỗ tếch của một cung điện cổ tại địa phương. 
Cho đến nay, đây là cây cầu gỗ dài nhất và lâu đời nhất và là một trong những nơi ngắm hoàng hôn đẹp nhất thế giới. Hiện, cầu vẫn phát huy công năng chính, và trở thành một phần không thể thiếu trong đời sống sinh hoạt thường nhật của người dân địa phương.

## Thư viện hình ảnh

Cầu U Bein
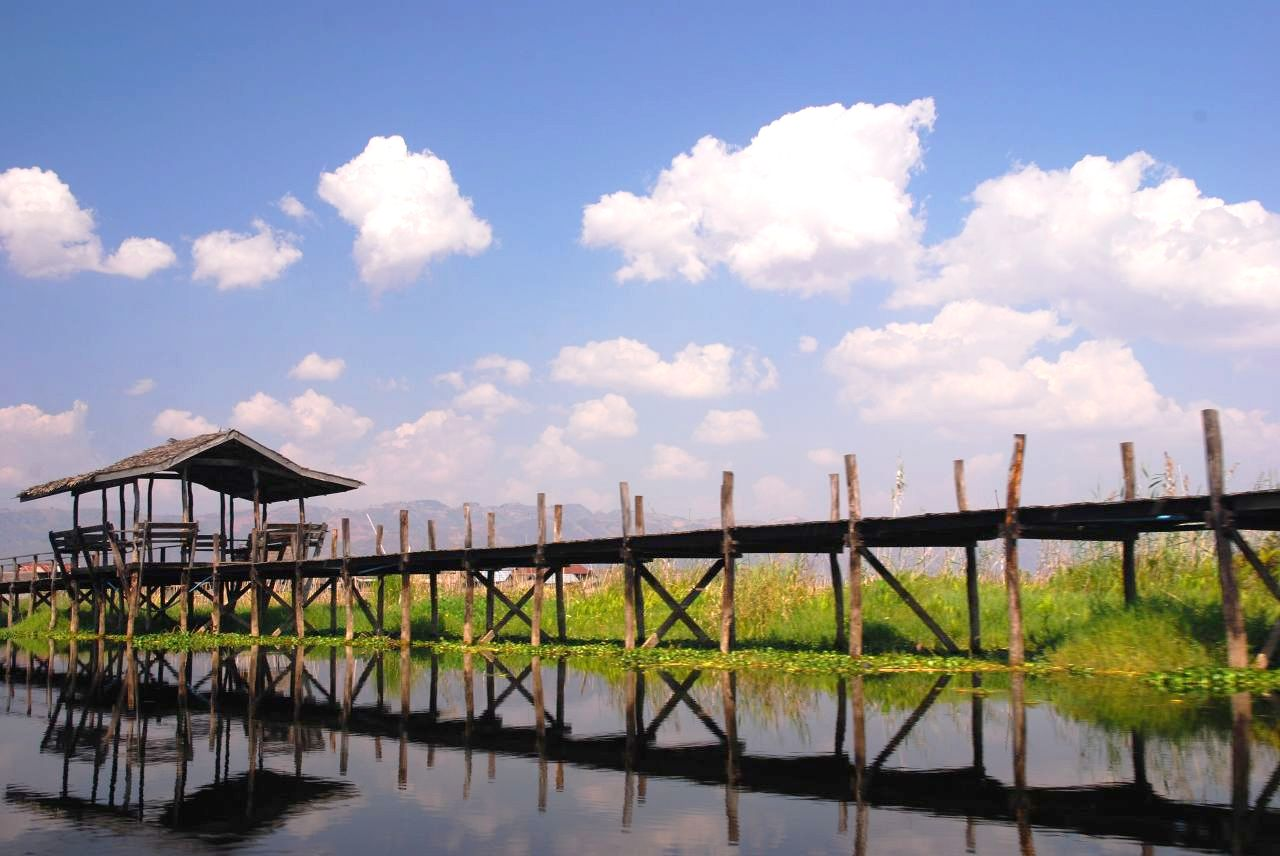
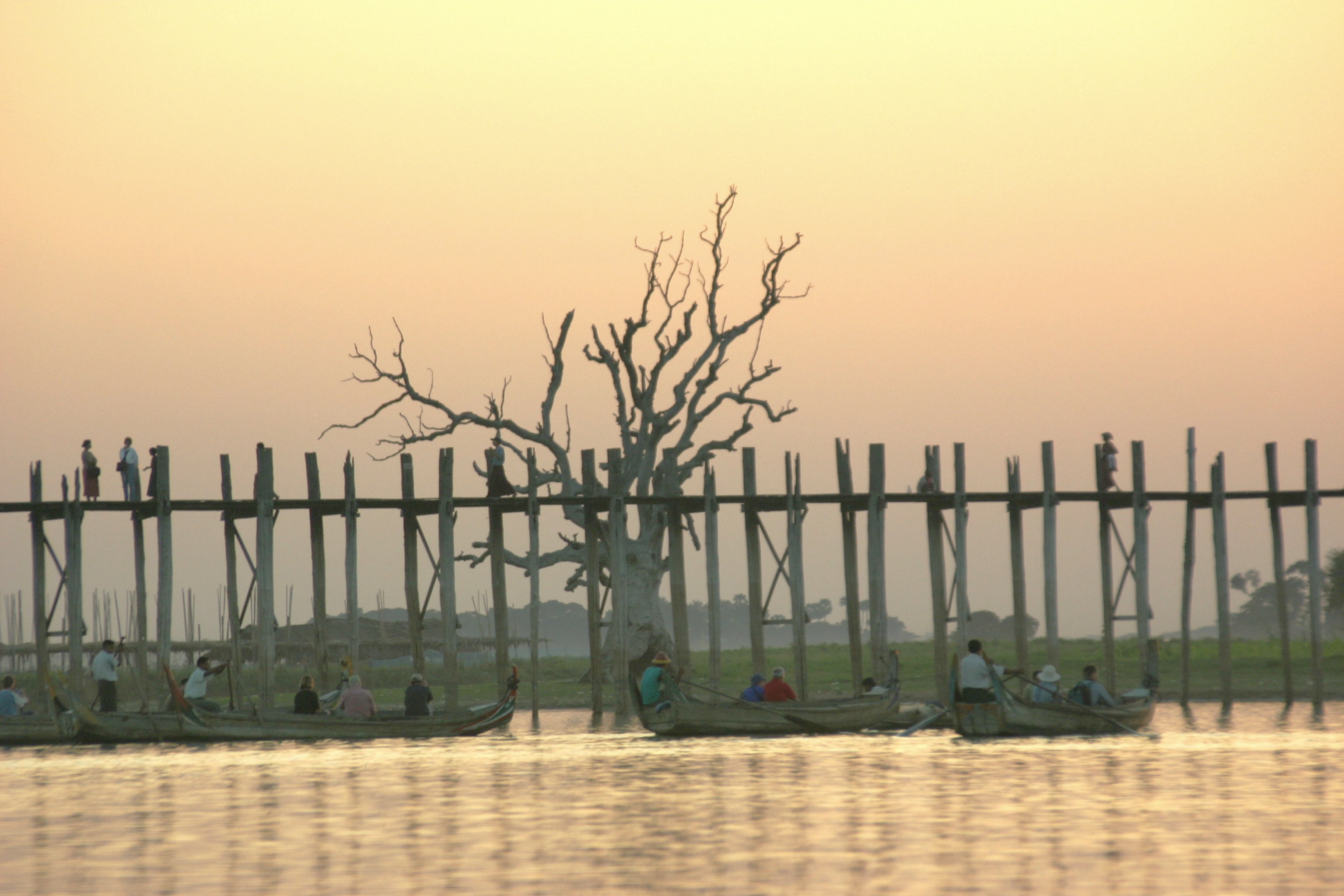
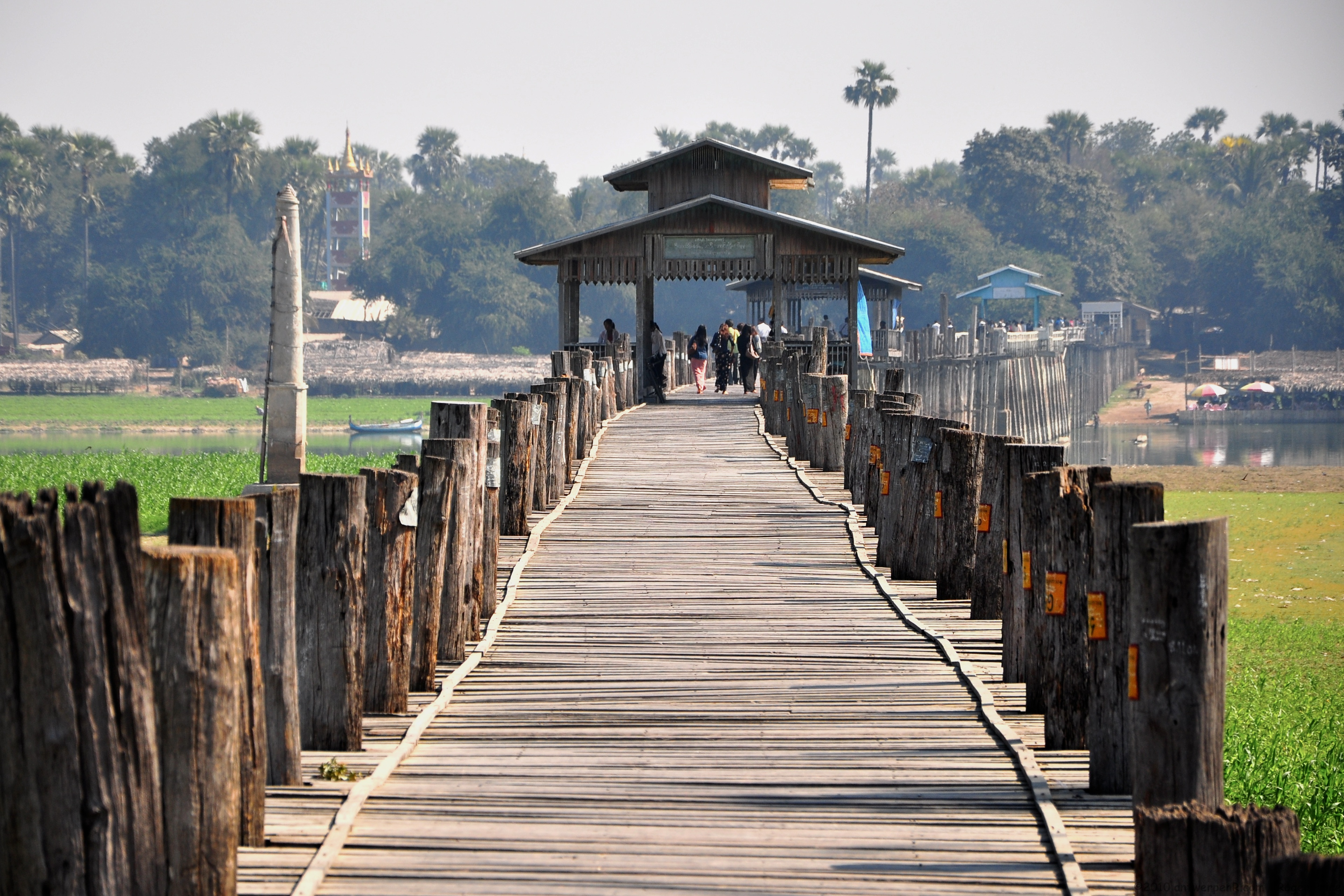
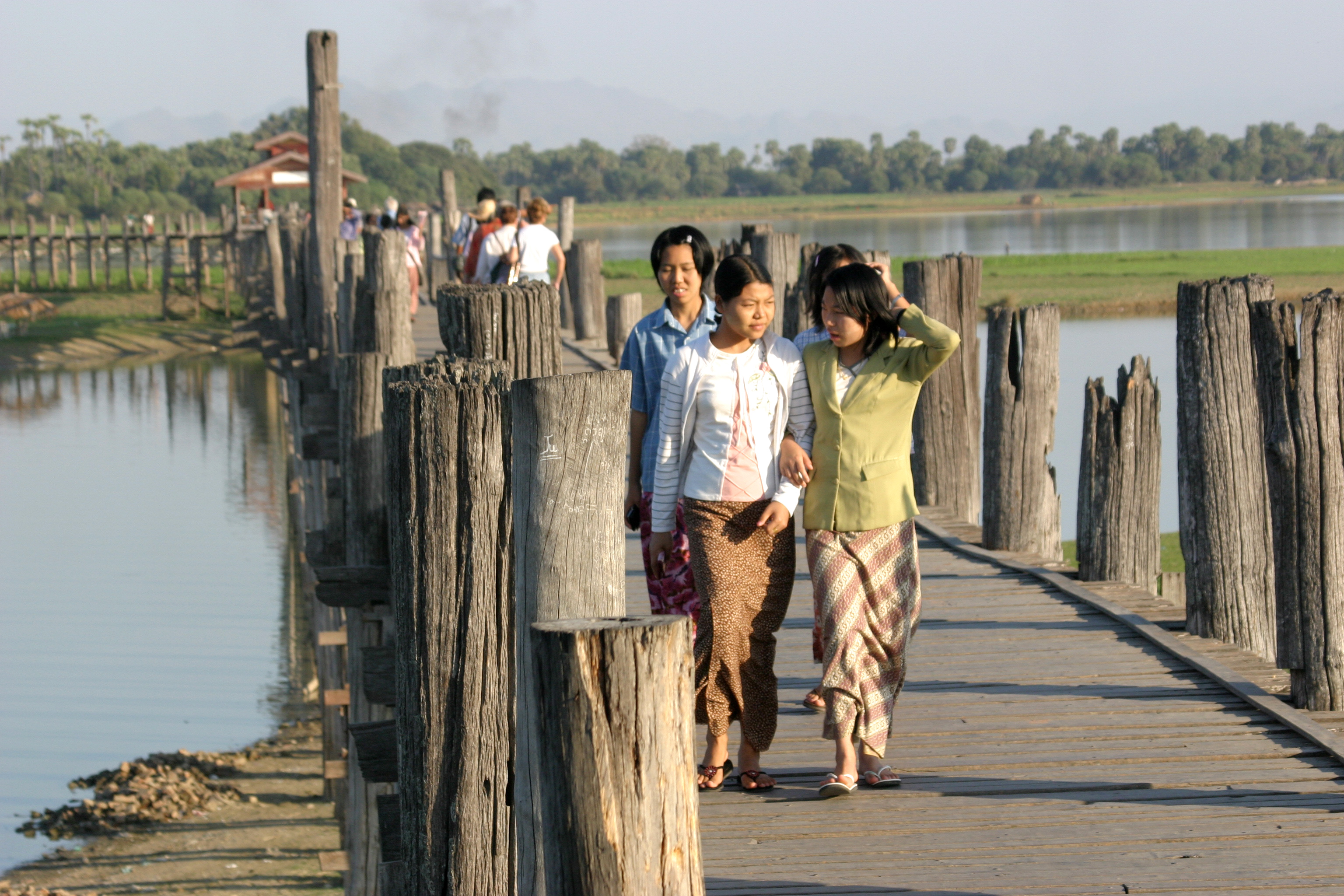
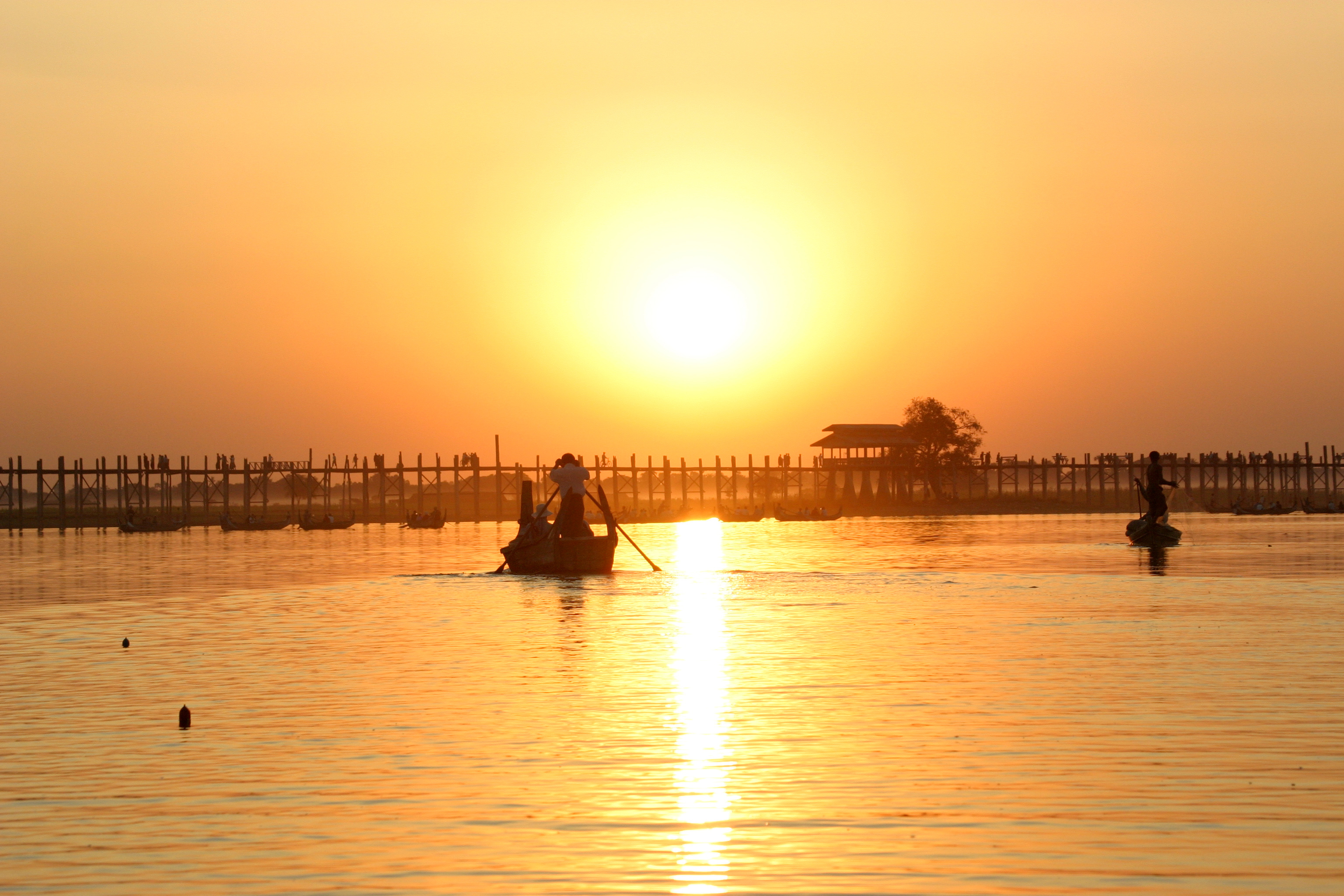
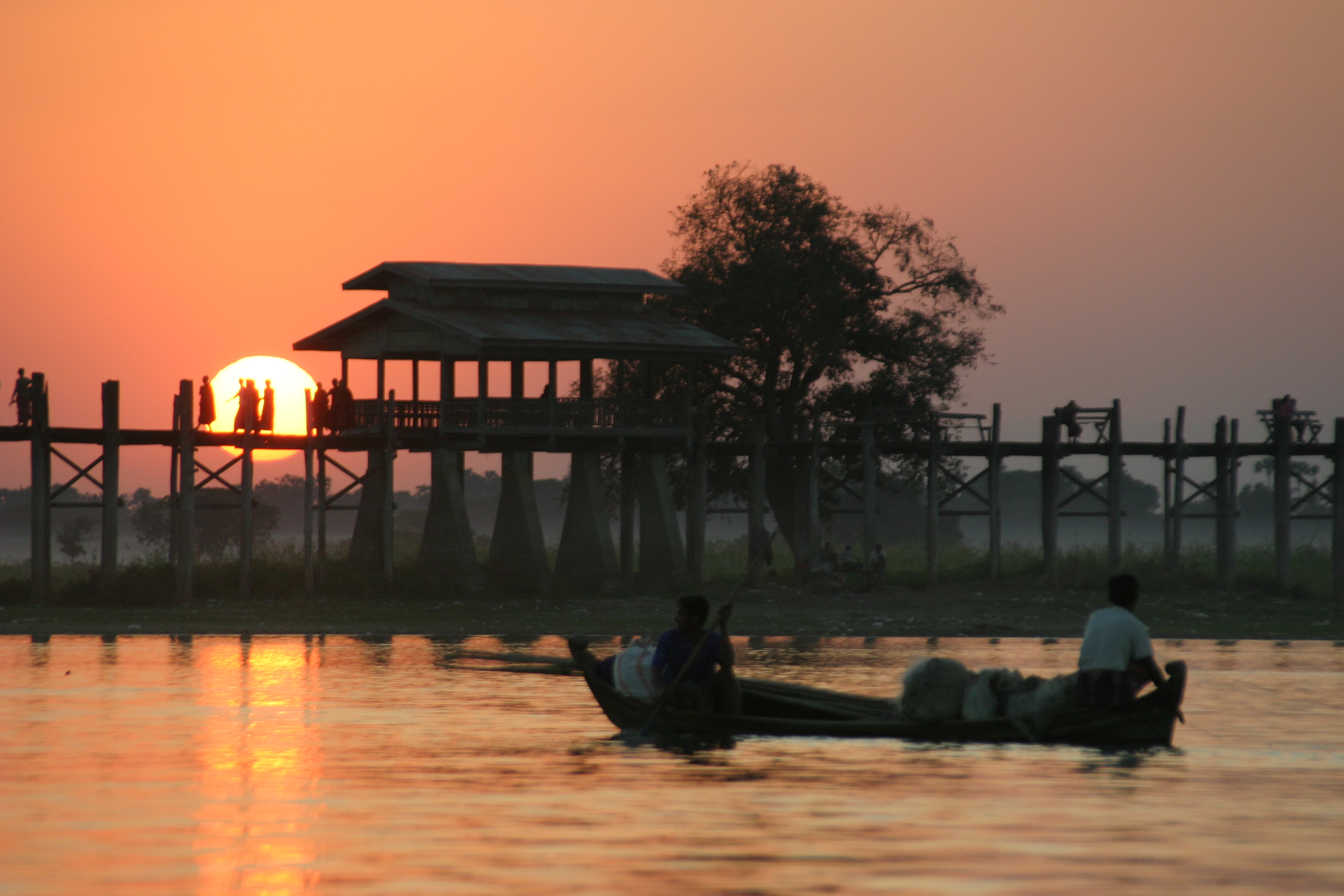
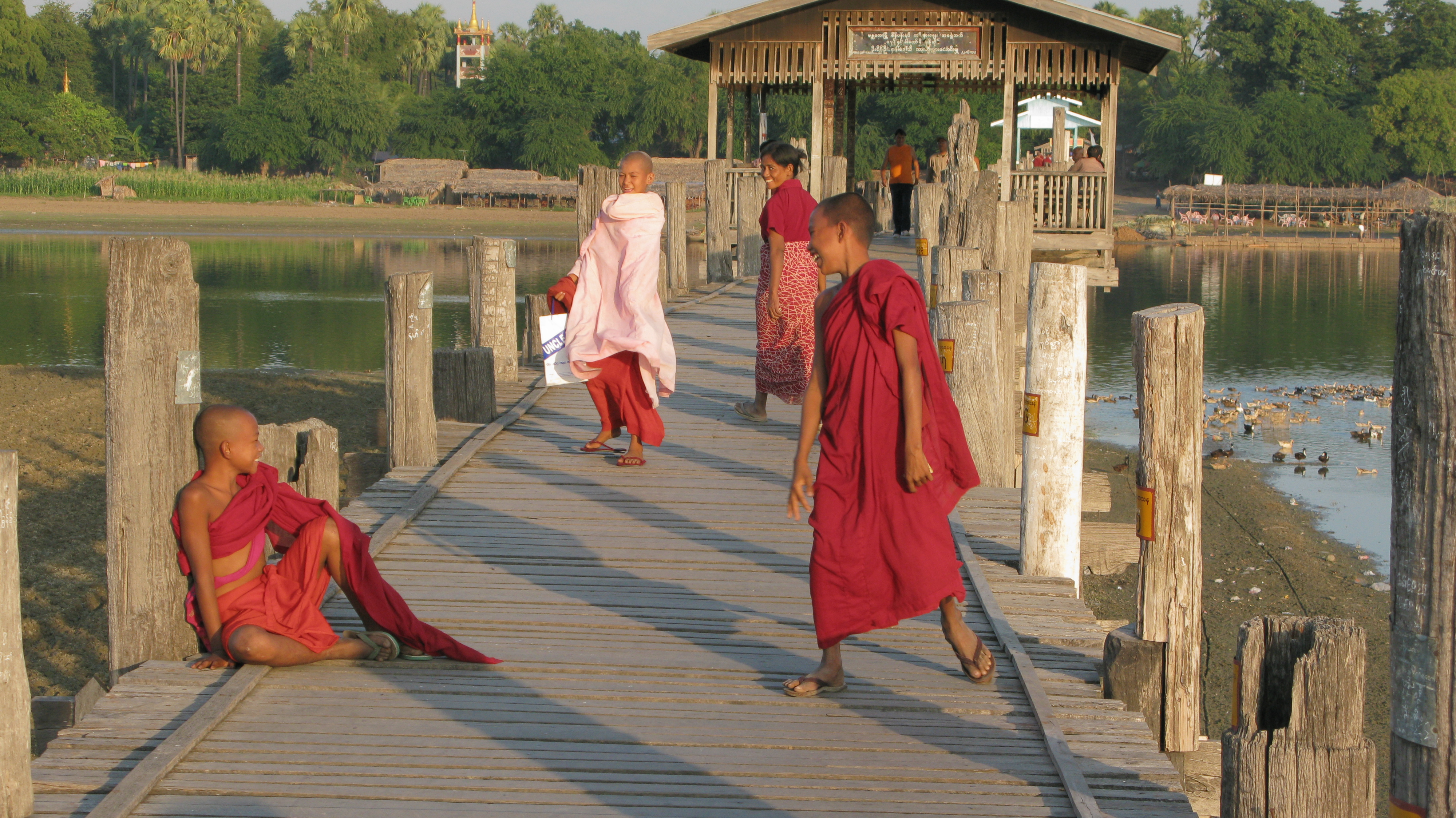
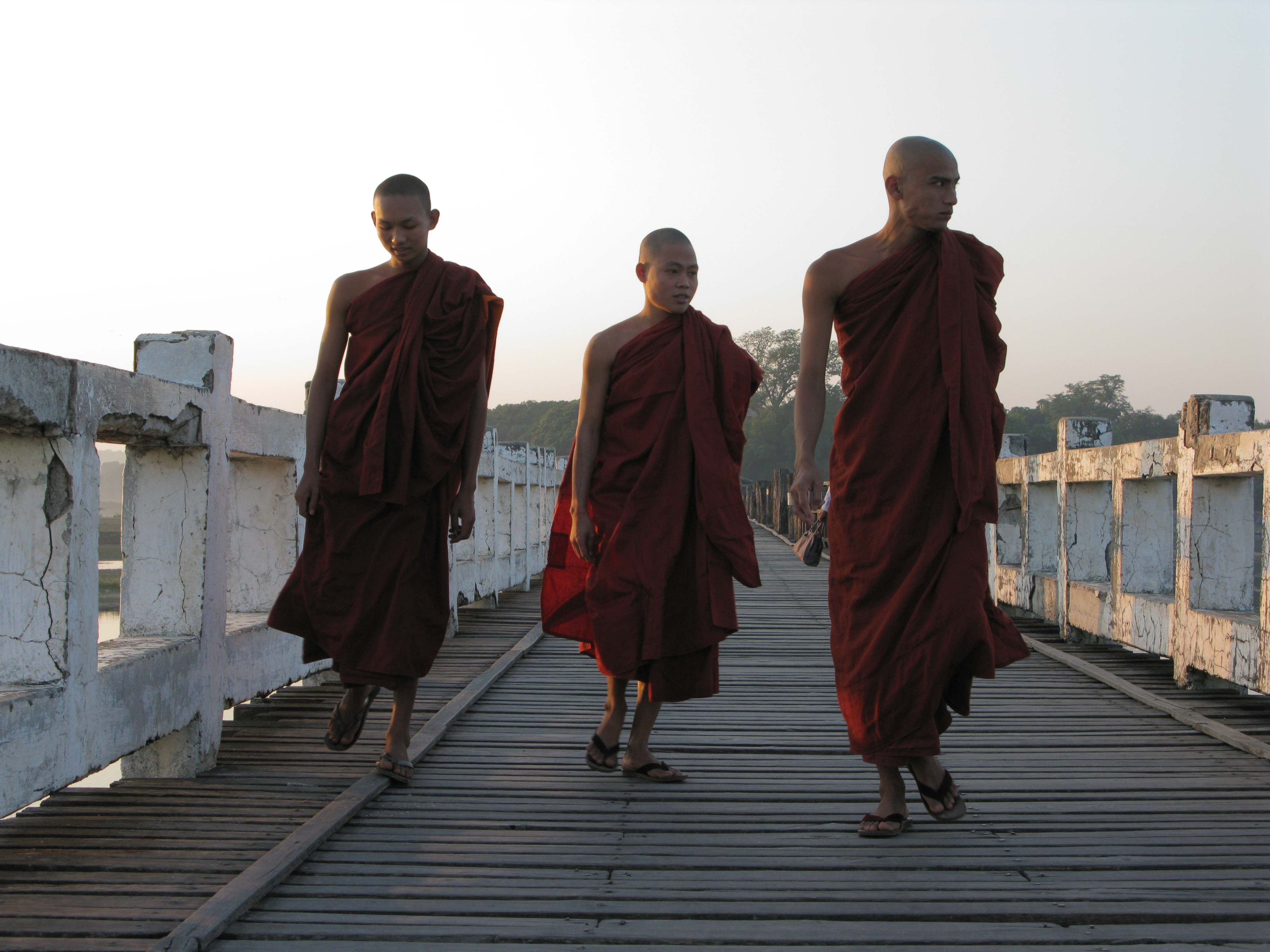